# Pseudoquadrofonie
Unter Pseudoquadrofonie wird die scheinbar plastische Wiedergabe einer ursprünglichen  Stereoaufnahme verstanden. Tontechniker der Unterhaltungs- und Musikindustrie versuchten Mitte der 1970er Jahre auf elektronischem Wege, eine Stereoaufnahme so zu bearbeiten, dass sich bei der Tonwiedergabe ein quadrofonieartiger Effekt ergibt, ohne jedoch echte Quadroinformation zu haben. Durch getrennte Filterung im linken und rechten hinteren Raumkanal, Laufzeitverzögerung und künstlicher Nachhallzugabe werden zur Stereofonie vorne die beiden zusätzlichen Signale für die hinteren Lautsprecher künstlich als Quadro-Effekt erzeugt.